# Havsfjäril
Havsfjäril (Blennius ocellaris), en fisk i familjen slemfiskar som finns i östra Atlanten och Medelhavet. 

## Utseende
En slemmig fisk utan fjäll som har en mycket hög, främre del av ryggfenan med en tydlig, svart fläck. Huvudet är stort, med tentakelliknande utväxter ovanför ögonen och en mun med kraftiga läppar. Ryggfenan har 11 till 12 taggstrålar och 14 till 16 mjukstrålar. Färgen varierar från spräckligt ljusbrun till gråaktig och 5 till 7 mörkare tvärstreck på kroppen. Den blir upp till 20 cm lång.

## Vanor
Havsfjärilen är en bottenfisk som lever på blandad stenbotten. Födan utgörs av olika ryggradslösa bottendjur och småfisk.

### Fortplantning
Arten leker under vår till sommar, varvid honan lägger ägg i klumpar under musselskal och stenar. De vaktas av hanen. Ynglen är pelagiska.

## Utbredning
Utbredningsområdet utgörs av östra Atlanten från Brittiska öarna, södra Nordsjön via Medelhavet och Svarta havet till Västafrika.